# 2007-es jégkorong-világbajnokság
A 2007-es jégkorong-világbajnokság a 71. világbajnokság volt, amelyet a Nemzetközi Jégkorongszövetség szervezett. A vb-ken négy szinten vettek részt a csapatok. A világbajnokságok végeredményei alapján alakult ki a 2008-as jégkorong-világbajnokság főcsoportjának illetve divízióinak mezőnye.

## Főcsoport
A főcsoport világbajnokságát 16 csapat részvételével április 27. és május 13. között rendezték Oroszországban.
- Kanada – Világbajnok
- Finnország
- Oroszország
- Svédország
- Egyesült Államok
- Szlovákia
- Csehország
- Svájc
- Németország
- Dánia
- Fehéroroszország
- Olaszország
- Lettország
- Norvégia
- Ausztria – Kiesett a divízió I-be
- Ukrajna – Kiesett a divízió I-be

## Divízió I
A divízió I-es jégkorong-világbajnokság A csoportját Qiqiharban, Kínában, a B csoportját Ljubljanában, Szlovéniában április 15. és 21. között rendezték.
| A csoport - Franciaország – Feljutott a főcsoportba - Lengyelország - Kazahsztán - Észtország - Hollandia - Kína – Kiesett a divízió II-be | B csoport - Szlovénia – Feljutott a főcsoportba - Magyarország - Japán - Nagy-Britannia - Litvánia - Románia – Kiesett a divízió II-be |

## Divízió II
A divízió II-es jégkorong-világbajnokság A csoportját Zágrábban, Horvátországban április 11. és 17. között, a B csoportját Szöulban, Dél-Koreában április 2. és 8. között rendezték.
| A csoport - Horvátország – Feljutott a divízió I-be - Belgium - Spanyolország - Szerbia - Bulgária - Törökország – Kiesett a divízió III-ba | B csoport - Dél-Korea – Feljutott a divízió I-be - Ausztrália - Izrael - Izland - Mexikó - Észak-Korea (visszalépett) – Kiesett a divízió III-ba |

## Divízió III
A divízió III-as jégkorong-világbajnokságot Dundalkban, Írországban rendezték április 15. és 21. között.
- Új-Zéland – Feljutott a divízió II-be
- Írország – Feljutott a divízió II-be
- Luxemburg
- Dél-afrikai Köztársaság
- Mongólia
- Örményország (visszalépett)